# 埃曼紐爾·施萊琪
埃曼紐爾·施萊琪（1975年12月10日—），又譯曼紐爾·克莉琪，猶太裔加拿大女演員。主演電視劇包括：《我家也有大明星》、《O.C.》；電影包括：《凸務咔啦蘇》等。

## 傳記
1975年12月10日，埃曼紐爾·施萊琪生於加拿大魁北克省蒙特利爾。

## 參與影視作品

### 動畫
- 《吸血姬美夕》：青木久惠（英語版，第1季第14集）

### 電視
- 《我家也有大明星》：Sloan McQuiwick（第2季第5、13集）
- 《Jake 2.0》：Theresa Carano（第1季，「Arms and the Girl」集）
- 《O.C.》：Jodie（第2季「The Ex-Factor」、「The Accomplice」集）
- 《Unscripted》：飾演自己（第1季第8、9、10集）

### 電影
- 《Alien Abduction: Incident in Lake County》（1998年）：Renee
- 《Detroit Rock City》（1999年）：Barbara
- 《Ricky 6》（2000年）：Lee
- 《100 Girls》（2000年）：Patty
- 《Snow Day》（2000年）：Claire Bonner
- 《On the Line》（2001年）：Abbey
- 《致命弯道》（2003年）：Carly
- 《In the Mix》（2005）- Dolly Pacelli
- 《National Lampoon's Adam & Eve》（2005年）：Eve
- 《The Crow: Wicked Prayer》（2005年）：Lily Ignites The Dawn
- 《Waiting...》（2005年）：Tyla
- 《Waltzing Anna》（2006年）：Nurse Jill
- 《Deceit》（2006）-- Emily
- 《After Sex》（2007年）：Jordy
- 《特勤沙龍》（2008年）：Dalia
- 《August》（2008年）：Morella
- 《Tortured》（2008年）：Becky
- 《Patriotville》（2008年）：Lucy
- 《Cadillac Records》（2008年）：Revetta Chess

## 外部連結
- （英文）埃曼紐爾·施萊琪在互联网电影资料库（IMDb）上的資料（英文）
- （英文）埃曼紐爾·施萊琪個人官方網站